# 九三宣言
《九三宣言》（德語：Manifest der 93）或《告文明世界书》（德語：An die Kulturwelt!）是第一次世界大战初期1914年10月4日由93位杰出的德国科学家、学者、艺术家联名发布的声明，以表明他们对德国在战争初期军事行动的坚定支持。这些军事行动指的是比利时惨案。该宣言强烈激发了德国大学和其他学校对战争的支持，但同时在他国知识界引发极大愤慨。该宣言不顾事实，否认德国在比利时有任何攻击平民的行动，并继续宣称战争是必要的，“如果没有德意志军国主义，德国文化早就被从地球表面抹去”，“我们将作为一个文明国家战斗到最后，我国视歌德、贝多芬和康德的遗产与家园同样神圣”。:207
联署人威廉·朱利斯·福尔斯特很快就后悔签署此宣言。1921年，《纽约时报》报道发现76位健在的签署人中60人都有不同程度的后悔。有些签署人表示签名时并未看到所签署的内容。

## 名单
1. 阿道夫·冯·拜尔，1905年诺贝尔化学奖得主
2. 彼得·贝伦斯
3. 埃米尔·阿道夫·冯·贝林，1901年诺贝尔医学奖得主
4. 威廉·冯·博德（德语：Wilhelm von Bode）
5. Aloïs Brandl
6. 卢约·布伦塔诺
7. Justus Brinckmann
8. Johannes Conrad
9. Franz Defregger
10. Richard Dehmel
11. 古斯塔夫·阿道夫·戴斯曼（英语：Gustav Adolf Deissmann）
12. 威廉·德普费尔德（英语：Wilhelm Dörpfeld）
13. Friedrich von Duhn
14. 保罗·埃尔利希，1908年诺贝尔医学奖得主
15. Albert Ehrhard
16. Karl Engler
17. Gerhard Esser
18. 倭铿，1908年诺贝尔文学奖得主
19. Herbert Eulenberg
20. Henrich Finke
21. 赫尔曼·埃米尔·费歇尔，1902年诺贝尔化学奖得主
22. 威廉·朱利斯·福尔斯特
23. 路德维希·富尔达（德语：Ludwig Fulda）
24. Eduard von Gebhardt
25. 高延
26. 弗里茨·哈伯，1918年诺贝尔化学奖得主
27. 恩斯特·海克尔
28. Max Halbe
29. 阿道夫·哈纳克
30. 卡尔·豪普特曼（德语：Carl Hauptmann）
31. 格哈特·霍普特曼，1912年诺贝尔文学奖得主
32. Gustav Hellmann
33. 威尔汉·赫尔曼
34. Andreas Heusler
35. Adolf von Hildebrand
36. Ludwig Hoffmann (architect)
37. 恩格尔贝特·洪佩尔丁克
38. Leopold Graf von Kalckreuth
39. Arthur Kampf
40. Friedrich August von Kaulbach
41. Theodor Kipp
42. 费利克斯·克莱因
43. 马克斯·克林格尔
44. Aloïs Knoepfler
45. Joseph Anton Koch
46. Paul Laband
47. 卡尔·兰普雷希特（德语：Karl Lamprecht）
48. 菲利普·莱纳德，1905年诺贝尔物理学奖得主
49. Maximilian Lenz
50. 马克思·利伯曼
51. 法兰兹·封·李斯特
52. 路德维希·曼策尔（德语：Ludwig Manzel）
53. Joseph Mausbach
54. Georg von Mayr
55. Sebastian Merkle
56. 爱德华·迈尔
57. Heinrich Morf
58. 弗里德里希·瑙曼
59. 阿尔伯特·奈瑟
60. 瓦尔特·能斯特，1920年诺贝尔化学奖得主
61. 威廉·奥斯特瓦尔德，1909年诺贝尔化学奖得主
62. Bruno Paul
63. 马克斯·普朗克，1918年诺贝尔物理学奖得主
64. Albert Plohn
65. Georg Reicke
66. 马克斯·莱因哈特
67. 阿洛伊斯·里尔（德语：Alois Riehl）
68. Carl Robert
69. 威廉·伦琴，1901年诺贝尔物理学奖得主
70. Max Rubner
71. Fritz Schaper
72. Adolf Schlatter
73. August Schmidlin
74. 古斯塔夫·冯·施莫勒（德语：Gustav von Schmoller）
75. Reinhold Seeberg
76. Martin Spahn
77. 弗朗茨·冯·施图克
78. 赫尔曼·苏德曼（德语：Hermann Sudermann）
79. Hans Thoma
80. Wilhelm Trübner
81. Karl Vollmöller
82. Richard Voss
83. Karl Vossler
84. 齐格弗里德·瓦格纳
85. 威廉·瓦尔代尔（德语：Wilhelm Waldeyer）
86. 奥古斯特·保罗·瓦瑟曼
87. 费利克斯·魏因加特纳
88. Theodor Wiegand
89. 威廉·维恩，1911年诺贝尔物理学奖得主
90. 乌尔里希·冯·维拉莫维茨-默伦多夫
91. 里夏德·维尔施泰特，1915年诺贝尔化学奖得主
92. 威廉·文德尔班
93. 威廉·冯特